# Хейфец, Михаил Рувимович
Михаи́л Руви́мович Хе́йфец (18 января 1934, Ленинград — 25 ноября 2019, Иерусалим) — русский советский и израильский писатель, автор работ по истории, журналист, диссидент.

## Биография
Учился в Педагогическом институте им. А. Герцена, на литературном факультете. С 1955 по 1966 год — учитель литературы и истории в старших классах.
С 1966 года — профессиональный литератор (основная тема — народничество и народовольчество), член группы профессиональных литераторов при Ленинградском Отделении ССП. Публикации в издательствах «Советский писатель» и «Молодая гвардия», в журналах «Знание — сила», «Вопросы литературы», «Звезда», «Нева», «Костёр» и пр.
В 1974 году арестован и осуждён по 70 статье УК РСФСР («антисоветская агитация и пропаганда») на 4 года лишения свободы и 2 года ссылки за написание предисловия к самиздатскому собранию сочинений Иосифа Бродского (так называемому «марамзинскому собранию»), а также за изготовление в 1969 году и «хранение с целью распространения» двух экземпляров эссе А. Амальрика «Просуществует ли Советский Союз до 1984 года?» и ознакомление в 1971—1974 годах с этим эссе трёх человек, хранение и конспектирование книги Фенсонда «Смоленск при советской власти». Свидетелем по этому делу проходили в том числе Борис Вахтин и Борис Стругацкий. (Впоследствии, под влиянием этих событий, М. Хейфец послужил прототипом Изи Кацмана в романе Аркадия и Бориса Стругацких «Град обреченный»).
В годы заключения написал, переправил «за проволоку» и выпустил в Париже три книги публицистики, документальной прозы и интервью («Место и время», «Русское поле», «Путешествие из Дубровлага в Ермак»). После освобождения из ссылки в 1980 году выехал в Израиль.
С 1982 по 1990 год — научный сотрудник Центра по изучению и документации восточноевропейского еврейства при Иерусалимском университете. Параллельно написал и выпустил в свет семь книг («Глядя из Иерусалима», «Цареубийство в 1918 г.», «Воспоминаний грустный свиток» и др.).
В 1983—1991 годах был частым гостем израильского радио (русской редакции), участвовал в литературных и культурологических программах.
С 1990 по 1998 год — сотрудник (колумнист и обозреватель по вопросам бизнеса и культуры) израильской газеты «Вести».
В 2000 году вышло его трёхтомное «Избранное» в Харькове (издательство «Фолио») и новое исследование — «Суд над Иисусом. Еврейские версии и гипотезы», издано в Москве (издательство «Даат-Знание»).
В 2003 году там же вышла книга о философе и теоретике истории Ханне Арендт — «Ханна Арендт судит XX век». Сдана в печать вторая книга о философии Ханны Арендт — «Условия, на которых человеку дана жизнь на Земле».

## Список книг Михаила Хейфеца
1. Секретарь тайной полиции. — М.: Молодая гвардия, 1968. — 224 с. — 65 000 экз.
2. Место и время. — Париж: Третья волна, 1978.
3. Украинские силуэты. — Нью-Йорк: Сучасність, 1983.
4. Военнопленный секретарь. — Лондон: OPI, 1985.
5. Заметки израильского провинциала. — Иерусалим: Тарбут, 1986.
6. Глядя из Иерусалима. — Иерусалим: Блю энд вайт, 1988.
7. Цареубийство в 1918 году[6]. — Тель-Авив: Москва-Иерусалим, 1991.
8. Цареубийство в 1918 году. — М.: Фестиваль, 1992. — 332 с. — 100 000 экз.
9. Воспоминаний грустный свиток. — Иерусалим: Беседер, 1995.
10. Идеология и политическое насилие в Израиле. — Иерусалим: Теэна, 1997.
11. Избранное / в трёх томах. — Х.: ХПЗГ и изд. «Фолио», 2000 (здесь впервые опубликованы в книжном — полном — варианте «Русское поле», «Путешествие из Дубровлага в Ермак»[7] и статья «Иосиф Бродский и наше поколение»).
12. Суд на Иисусом (еврейские версии и гипотезы). — М.: Даат-Знание, 2000. — 112 с.
13. Ханна Арендт судит XX век. — М.: Даат-Знание, 2003. — 280 с. Готовятся к изданию второй том о философии Ханны Арендт, историческая повесть «Страсти по Меншикову» (журнальное издание — СПб., «Нева», № 4, 2002 г.)
14. Ханна Арендт: условия бытия человека на Земле. — М.: Знание, 2006.
15. Книга счастливого человека. — Х.: Права людини, 2010.
16. Книга счастливого человека. — Новый хронограф, 2013. — 632 с. — 1000 экз.